# Giorgio des Geneys

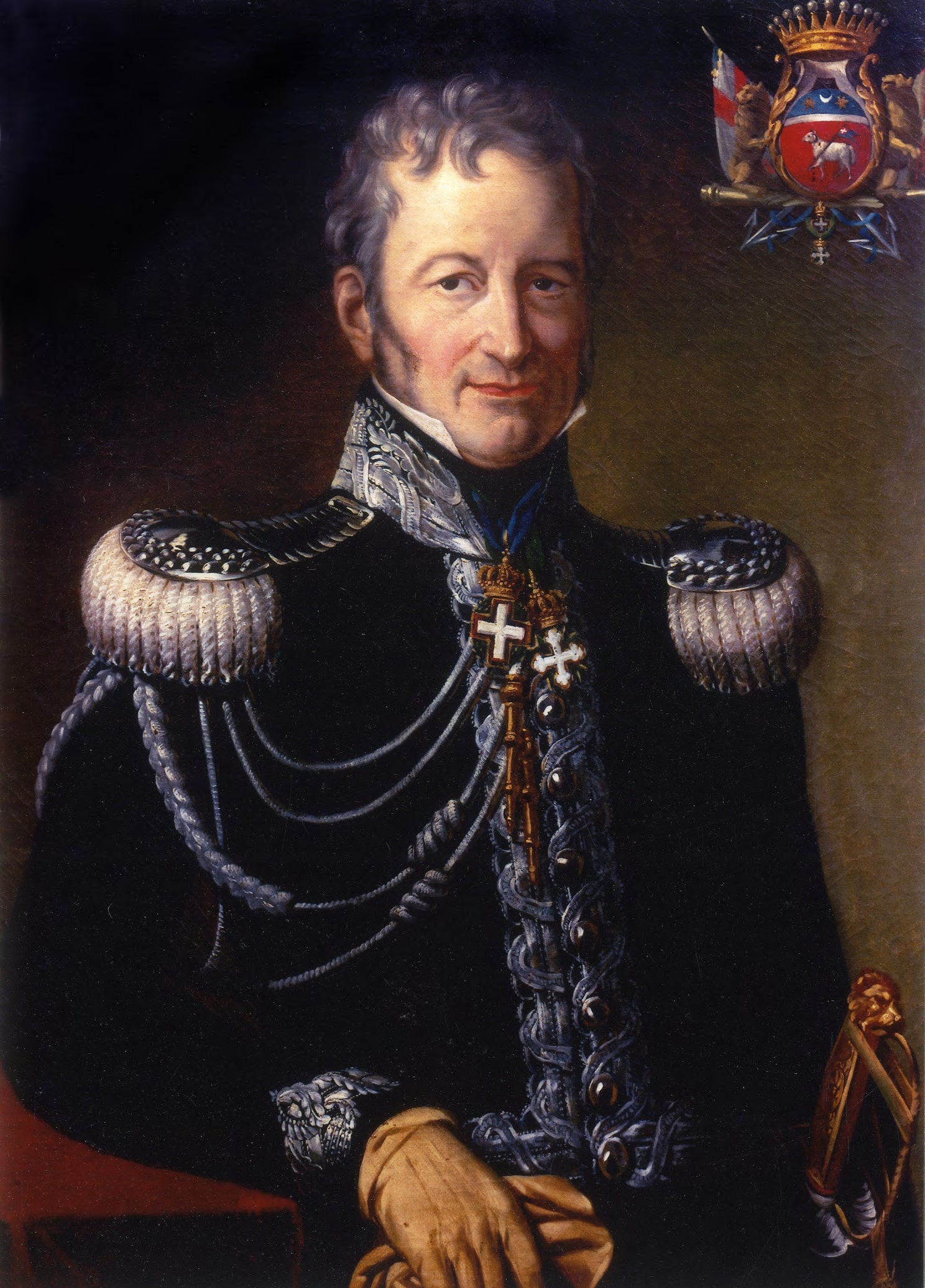
Giorgio des Geneys

Giorgio des Geneys (Chiomonte, 29 de abril de 1761 – Génova, 8 de enero de 1839) fue un almirante Italiano.

## Carrera militar
Giorgio Andrea Agnès des Geneys  era el hijo de Giovanni Agnes Des Geneys, barón de Fenile y Mathie y Cristina Boutal, condesa de Pinasca. A la edad de 12 años se enroló en la Marina Real del Reino de Cerdeña donde se distinguió por su valentía durante la lucha contra los piratas en el mar de Cerdeña.
Después del final de la época napoleónica en 1814, Des Geneyes reconstituyó la marina del reino de Cerdeña que en 1861 se convertiría en la Marina militar italiana.